# 14e cérémonie des Tony Awards
La 14e cérémonie des Tony Awards a eu lieu le 24 avril 1960 à l'Hôtel Astor, à New York et fut retransmise sur WCBS-TV.

## Cérémonie
La cérémonie présentée par Eddie Albert se déroula en présence de plusieurs personnalités venues décerner les prix dont Jean Pierre Aumont, Lauren Bacall, Ray Bolger, Peggy Cass, Jo Van Fleet, Helen Hayes, Celeste Holm, Edward Albert Kenny, Sally Koriyo, Carol Lawrence, Vivien Leigh, Darren McGavin, Helen Menken, Robert Morse, Elliott Nugent, Laurie Peters, Christopher Plummer et Jason Robards. La musique était de Meyer Davis et son orchestre,.
La cérémonie a réuni 1 200 personnes à l'hôtel Astor. Pour la première fois, plusieurs catégories de prix (metteur en scène, scénographe) ont attribué des prix distincts pour les pièces de théâtre et les comédies musicales.

## Palmarès
| Meilleure pièce | Meilleure comédie musicale |
| --- | --- |
| - The Miracle Worker – William Gibson - A Raisin in the Sun – Lorraine Hansberry - The Best Man – Gore Vidal - The Tenth Man – Paddy Chayefsky - Toys in the Attic – Lillian Hellman | - The Sound of Music - Fiorello! - Gypsy - Once Upon a Mattress - Take Me Along |
| Meilleur acteur dans une pièce | Meilleure actrice dans une pièce |
| - Melvyn Douglas – The Best Man dans le rôle de William Russell - Lee Tracy – The Best Man dans le rôle d'Arthur Hockstader - Jason Robards, Jr. – Toys in the Attic dans le rôle de Julian Berniers - Sidney Poitier – A Raisin in the Sun dans le rôle de Walter Lee Younger - George C. Scott – The Andersonville Trial dans le rôle de Lt. Col. N. P. Chipman                                                                   | - Jackie Gleason – Take Me Along as Sid Davis - Robert Morse – Take Me Along dans le rôle de Richard Miller - Walter Pidgeon – Take Me Along dans le rôle de Nat Miller - Andy Griffith – Destry Rides Again dans le rôle de Destry - Anthony Perkins – Greenwillow dans le rôle de Gideon Briggs                       |
| Meilleur acteur dans une comédie musicale | Meilleure actrice dans une comédie musicale |
| - Anne Bancroft – The Miracle Worker dans le rôle d'Annie Sullivan - Margaret Leighton – Much Ado About Nothing dans le rôle de Beatrice - Claudia McNeil – A Raisin in the Sun dans le rôle de Lena Younger - Geraldine Page – Sweet Bird of Youth dans le rôle de Princess Cosmonopolis - Maureen Stapleton – Toys in the Attic dans le rôle de Carrie Berniers - Irene Worth – Toys in the Attic dans le rôle de Albertine Prine | - Mary Martin – The Sound of Music dans le rôle de Maria Von Trapp - Carol Burnett – Once Upon a Mattress dans le rôle de Princess Winnifred - Dolores Gray – Destry Rides Again dans le rôle de Frenchy - Eileen Herlie – Take Me Along dans le rôle de Lily Miller - Ethel Merman – Gypsy dans le rôle de Madame Rose |
| Meilleur acteur de second rôle dans une pièce | Meilleure actrice de second rôle dans une pièce |
| - Roddy McDowell – The Fighting Cock dans le rôle de Tarquin Edward Mendigales - Warren Beatty – A Loss of Roses dans le rôle de Kenny - Harry Guardino – One More River dans le rôle de Pompey - Rip Torn – Sweet Bird of Youth dans le rôle de Tom Junior - Lawrence Winters – The Long Dream dans le rôle de Tyree Tucker | - Tom Bosley – Fiorello! dans le rôle de Fiorello La Guardia - Theodore Bikel – The Sound of Music dans le rôle de Captain Georg Von Trapp - Kurt Kasznar – The Sound of Music dans le rôle de Max Detweiler - Howard Da Silva – Fiorello! dans le rôle de Ben Marino - Jack Klugman – Gypsy dans le rôle de Herbie     |
| Meilleur acteur de second rôle dans une comédie musicale | Meilleure actrice de second rôle dans une comédie musicale |
| - Anne Revere – Toys in the Attic dans le rôle d'Anna Berniers - Leora Dana – The Best Man dans le rôle d'Alice Russell - Jane Fonda – There Was a Little Girl dans le rôle de Toni Newton - Sarah Marshall – Goodbye, Charlie dans le rôle de Rusty Mayerling - Juliet Mills – Five Finger Exercise dans le rôle de Pamela Harrington                                                                                              | - Patricia Neway – The Sound of Music dans le rôle de Mother Abbess - Sandra Church – Gypsy dans le rôle de Louise - Pert Kelton – Greenwillow dans le rôle de Gramma Briggs - Lauri Peters et les enfants – The Sound of Music dans le rôle de Liesl Von Trapp                                                         |
| Meilleure mise en scène pour une pièce | Meilleure mise en scène pour une comédie musicale |
| - Arthur Penn – The Miracle Worker - Joseph Anthony – The Best Man - Tyrone Guthrie – The Tenth Man - Elia Kazan – Sweet Bird of Youth - Lloyd Richards – A Raisin in the Sun | - George Abbott – Fiorello! - Vincent J. Donehue – The Sound of Music - Peter Glenville – Take Me Along - Michael Kidd – Destry Rides Again - Jerome Robbins – Gypsy |
| Meilleure chorégraphie | Meilleur directeur musical ou chef d'orchestre |
| - Michael Kidd – Destry Rides Again - Peter Gennaro – Fiorello! - Joe Layton – Greenwillow - Lee Scot – Happy Town - Onna White – Take Me Along | - Frederick Dvonch – The Sound of Music - Abba Bogin – Greenwillow - Lehman Engel – Take Me Along - Hal Hastings – Fiorello! - Milton Rosenstock – Gypsy |
| Meilleurs décors pour une pièce de théâtre | Meilleurs décors pour une comédie musicale |
| - Howard Bay – Toys in the Attic - Will Steven Armstrong – Caligula - David Hays – The Tenth Man - George Jenkins – The Miracle Worker - Jo Mielziner – The Best Man | - Oliver Smith – The Sound of Music - Cecil Beaton – Saratoga - William and Jean Eckart – Fiorello! - Peter Larkin – Greenwillow - Jo Mielziner – Gypsy |
| Meilleurs costumes pour une pièce de théâtre | Meilleurs costumes pour une comédie musicale |
| - Cecil Beaton – Saratoga - Alvin Colt – Greenwillow - Raoul Pene Du Bois – Gypsy - Miles White – Take Me Along | - John Walters – The Miracle Worker - Al Alloy – Take Me Along - James Orr – Greenwillow |
| Meilleur technicien de scène | |
| - John Walters – The Miracle Worker | |

Des prix spéciaux furent remis à David Merrick, en reconnaissance d'un record fabuleux de production au cours des sept dernières années et au Theatre Guild, pour l'organisation du premier répertoire à l'étranger pour le Département d'État.